# الرعاية الصحية في كرواتيا
لدى كرواتيا نظام رعاية صحية شامل، يمكن إرجاع جذوره إلى قانون البرلمان المجري الكرواتي لعام 1891، الذي يوفر شكلاً من أشكال التأمين الإلزامي لجميع عمال المصانع والحرفيين. يتم تغطية السكان من خلال خطة التأمين الصحي الأساسية المقدمة من قبل التأمين القانوني والاختياري ويديرها صندوق التأمين الصحي الكرواتي. في عام 2012، بلغت النفقات السنوية المتعلقة بالرعاية الصحية الإجبارية 21.0 مليار كونا (حوالي 2.8 مليار يورو). تشكل نفقات الرعاية الصحية 0.6٪ من التأمين الصحي الخاص والإنفاق العام. في عام 2012، أنفقت كرواتيا 6.8٪ من ناتجها المحلي الإجمالي على الرعاية الصحية، انخفاضًا من حوالي 8٪ تم تقديرها في عام 2008، عندما جاء 84٪ من الإنفاق على الرعاية الصحية من مصادر عامة. احتلت كرواتيا المرتبة 50 في العالم من حيث متوسط العمر المتوقع مع 73 عامًا للرجال و79 عامًا للنساء، وكان معدل وفيات الرضع منخفضًا بمعدل 6 لكل 1000 مولود حي.
هناك المئات من مؤسسات الرعاية الصحية في كرواتيا، بما في ذلك 79 مستشفى وعيادة بها 25285 سريرًا، وتهتم بأكثر من 760.000 مريض سنويًا. ملكية المستشفيات مشتركة بين الدولة وبلديات كرواتيا. هناك 5،792 عيادة خاصة، وما مجموعه 46،020 عاملاً صحياً في البلاد، بما في ذلك 10،363 طبيباً. هناك 79 وحدة خدمات طبية طارئة نفذت أكثر من مليون تدخل في عام 2012. احتل مؤشر المستهلك الصحي الأوروبي للمستهلكين المركز السادس عشر في أوروبا، وعلق على أنه حقق أداءً جيدًا مع عمليات زرع الكلى، حيث حقق أكثر من 50 لكل مليون سنويًا، وتكهن بأنه قد يصبح وجهة للسياحة الصحية، كأحدث ما في الورك. يمكن إجراء العملية المشتركة مقابل 3000 يورو.
في 25 فبراير 2020، أكدت كرواتيا حالة الإصابة الأولى بفيروس كورونا. ثبتت إصابة رجل يبلغ من العمر 26 عامًا كان قد أقام في ميلانو، إيطاليا من 19 إلى 21 فبراير وتم نقله إلى المستشفى الجامعي للأمراض المعدية الدكتور فران ميخالجيفيتش في زغرب. كان للبلاد استجابة وطنية للوباء، من خلال مقر للأزمة شكلته الحكومة، بقيادة وزير الصحة، بما في ذلك مساهمات من معهد الصحة العامة الكرواتي، مدرسة أندرييا شتامبار للصحة العامة والمؤسسات الأخرى ذات الصلة. أدت إدارة الأزمة إلى تطبيق واسع النطاق لقواعد التباعد الاجتماعي، ولاحقًا إلى حملات تطعيم واسعة النطاق.

## أنظر أيضا
- جائحة فيروس كورونا في كرواتيا